# Linda Ferga-Khodadin
Linda Ferga-Khodadin (ur. 24 grudnia 1976 w Paryżu) – francuska płotkarka i skoczkini w dal. Dwukrotna olimpijka (1996, 2000), w tym medalistka igrzysk z Sydney.
Pod koniec lat 90. skupiła się wyłącznie w biegach na 50, 60 i 100 metrów przez płotki. Na tych dystansach zdobywała medale podczas halowych mistrzostw świata oraz halowych mistrzostw Europy. Po przyznaniu się do stosowania niedozwolonych środków przez Marion Jones i dyskwalifikacji amerykańskiej sztafety 4 × 100 metrów, wraz z koleżankami otrzymała za tę konkurencję brązowy medal igrzysk olimpijskich w Sydney, gdzie biegła na pierwszej zmianie.

## Osiągnięcia sportowe

### Igrzyska olimpijskie
| Miejsce | Dzień       | Rok  | Miejscowość | Konkurencja        | Czas biegu | Strata   | Zwycięzca       |
| ------- | ----------- | ---- | ----------- | ------------------ | ---------- | -------- | --------------- |
| 7.      | 27 września | 2000 | Sydney      | bieg na 100 m ppł  | 13,11 s    | + 0,46 s | Olga Szyszygina |
| 3.      | 30 września | 2000 | Sydney      | sztafeta 4 x 100 m | 42,42 s    | + 0,47 s | Bahamy          |

### Mistrzostwa świata
| Miejsce | Dzień       | Rok  | Miejscowość | Konkurencja       | Czas biegu | Strata   | Zwycięzca          |
| ------- | ----------- | ---- | ----------- | ----------------- | ---------- | -------- | ------------------ |
| 7.      | 11 sierpnia | 2001 | Edmonton    | bieg na 100 m ppł | 12,80 s    | + 0,38 s | Anjanette Kirkland |

### Mistrzostwa Europy
| Miejsce | Dzień       | Rok  | Miejscowość | Konkurencja       | Czas biegu | Strata   | Zwycięzca        |
| ------- | ----------- | ---- | ----------- | ----------------- | ---------- | -------- | ---------------- |
| 8.      | 23 sierpnia | 1998 | Budapeszt   | bieg na 100 m ppł | 13,22 s    | + 0,66 s | Swetła Dimitrowa |

### Halowe mistrzostwa świata
| Miejsce | Dzień    | Rok  | Miejscowość | Konkurencja      | Czas biegu | Strata   | Zwycięzca          |
| ------- | -------- | ---- | ----------- | ---------------- | ---------- | -------- | ------------------ |
| 5.      | 5 marca  | 1999 | Maebashi    | bieg na 60 m ppł | 7,95 s     | + 0,09 s | Olga Szyszygina    |
| 6.      | 9 marca  | 2001 | Lizbona     | bieg na 60 m ppł | 8,06 s     | + 0,21 s | Anjanette Kirkland |
| 5.      | 16 marca | 2003 | Birmingham  | bieg na 60 m ppł | 7,95 s     | + 0,14 s | Gail Devers        |
| 3.      | 7 marca  | 2004 | Budapeszt   | bieg na 60 m ppł | 7,82 s     | + 0,07 s | Perdita Felicien   |